# Slependen
Slependen este o localitate din comuna Bærum, provincia Akershus, Norvegia, cu o suprafață de 15-19 km² și o populație de 7.200 locuitori (2013).